# Ситроен DS
Ситроен DS (фр. Citroën DS), популарно зван Ајкула или Жаба, је аутомобил који је производила француска фабрика аутомобила Ситроен. Производио се од 1955. до 1975. године и произведено је 1.455.746 возила. У Француској је познат под називом Déesse, што у преводу значи богиња. DS је познат по аеродинамичном футуристичком дизајну и иновативном технологијом, укључујући хидропнеуматско огибљење. Најугледнији магазин Classic & Sports Car прогласио је Ситроен DS најлепшим аутомобилом свих времена и доделио му је треће место за утицај на дизајн возила у свету, а немачки часопис Auto Motor und Sport прогласио га најбољим аутом од Другог светског рата до данас због безвременског дизајна и напредних технологија.

## Историја
Почетком педесетих година 20. века у Ситроену су схватили да је време за нов и оригиналан аутомобил. Као наследник траксион аванта, на салону аутомобила у Паризу 1955. године, први пут се појавио модел ID 19 (касније се појављује DS 19, који је нешто боље опремљен). На тржишту се нашао по први пут другачији аутомобил по дизајну и механици у односу на конкуренцију. Док су га једни са одушевљењем прихватили, други су сматрали да је футуристички и компликован. Међутим, нови Ситроен је до краја сајамског дана примио 12.000 наруџбина.
Продаја је почела у пролеће 1956. године, и на првим моделима су приметни разни проблеми од којих је најчешћа, дефект хидраулике. Овај проблем је решен преласком на LHS 2 течност која чини систем много поузданијим. У почетку, у понуди су се нашла два модела, стандардни ID и скромнија ID-9 верзија која је осим хидраулике имала много конвенционалнију технику. 1958. године представљена је и комби верзија са петоро врата која је могла да превезе осам особа, позната под именом Safari и била најчешће коришћена као амбулантно возило. Исте године почела је продаја и модела ID Prestige, луксузне варијанте, са преградним стаклом између возача и путника, кожним ентеријером и телефоном код задњих седишта.
1960. године долази до лаганог редизајна. Исте године, представљена је и кабриолет верзија која је развијена на стандардној шасији са двоје врата и платненим кровом. Због ручног рада, број произведених кабриолета је био мали а цена му је, у односу на остале моделе била много већа.
У августу 1964. године представљен је DS Pallas који је заокружио понуду и представљао луксузнију верзију. 1965. године, у понуду је уврштен и нови мотор од 2100 кубика и 100 КС, а постојећи агрегат од 1900 кубика је модернизован и појачан на 84 КС. Тих година почиње да се више користи ознака DS која је до тад означавала боље опремљене верзије, док је почетком 1967. године и представљањем првог озбиљнијег редизајна, стара ознака ID излази из употребе. Те године уведена су дупла предња светла у стакленом кућишту, која су у зависности од верзије могла, приликом скретања да се окрећу према радијусу кривине. Предњи део је постао много елегантнији, агресивнији и модернији.
Средином 1968. године, верзија DS 20 са мотором од 2000 кубика и 90 КС замењује DS 19, а те године велики корак напред у развоју представља и DS 21 тј. која је имала електронско убризгавање горива и била међу првим таквим аутомобилима у свету. Од 1970. године уграђује се серијски петостепени мењач, а за све моделе постаје доступан и аутоматик. 1972. године, уводи се у понуду DS 23 са мотором од 2300 кубика и убризгавањем горива, док серија околности као што су представљање наследника, модела CX и преузимање фабрике Ситроен од стране Пежоа, означава последњу етапу развоја. 1974. године произведен је последњи кабриолет под именом usine.
24. априла 1975. године са трака је сишао последњи Ситроен D серије, после скоро 1,5 милиона продатих возила.

## Дизајн и иновације
Италијански вајар и дизајнер Фламинио Бертони и француски ваздухопловни инжењер Андре Лефевр су најзаслужнији за стварање Ситроена DS. Оригинална каросерија, коју је Бертони дизајнирао, аутомобилу је донела име ајкула, остаће популаран тако иако је имао своје ознаке. Бертони, који је био шеф одела за дизајн у Ситроену, почео је још 1938. године дизајнирати DS, да би га коначно завршио само месец дана пре изложбе у Паризу. То је био први заобљен ауто, јер су се педесетих година улицама возили коцкасти аутомобили. Каросерија је већином направљена од челичних лимова али је кров био од фибергласа, а хауба од алуминијума. Сви панели на каросерији су били причвршћени завртњима на шасију што је евентуалне поправке учинило много лакшим. Унутрашњост је била пространа са потпуно равним подом, јер је мењач постављен код волана. Интересантан детаљ је било непостојање класичне папучице кочнице коју је заменило гумено дугме на поду возила које је обављало исту функцију. DS је био познат и по развијеном питању безбедности возила, које се до тад није појављивало и по употреби пластичних маса у конструкцији. Резервоар је био монтиран унутар снажне шасије, а волан са само једним краком је дизајниран да се сломи у случају фронталног судара.
Ситроен DS је чувен по хидропнеуматском огибљењу, које је испробано код модела 15 H. Са овим системом DS је поседовао савршену удобност у вожњи и константну висину возила без обзира на оптерећење. Поред тога, у случају нужде, могућа је вожња и на три точка и мењање точкова без дизалице. Хидраулика је омогућила и уградњу полуаутоматског мењача и серво волана. Најуочљивији је био изглед возила и дизајнер Фламинио Бертони при стварању намерно је изоставио класичну маску хладњака да би добио на аеродинамици и комфорнијој вожњи. За заустављање возила бринули су се дискови на предњој осовини и класичне добош кочнице назад. DS је био први серијски аутомобил са предњим диск кочницама.

### Атентат на Гола
Ситроен DS је одиграо важну улогу у неуспели атентат на француског председника Шарл де Гола. 1962. године француска паравојна група отворила је паљбу из аутомата на председника и његову жену док су се на задњем седишту возили низ париску Авенију ослобођења. Најмање 140 метака засуло је возило. Ситроен је био изрешетан, а две гуме су биле избушене. На мокром, клизавом и неравном путу, дестабилизовани аутомобил је почео да проклизава, а шофер се борио да задржи контролу. Међутим, тада је на сцену ступило његово иновативно, самоподешавајуће хидропнеуматско ослањање које је врло брзо ускладило позицију точкова, прилагодивши се издуваним гумама и одржавши газну површину у контакту са подлогом. Ово је омогућило возачу да се извуче из озбиљног заношења и да поврати контролу док је убрзавао према безбедној удаљености.

## Наследник
ПСА група је почетком 2009. године почела са развојем луксузне аутомобилске линије под називом ДС аутомобили, замишљен као Ситроенов под бренд. Од 2015. године ДС постаје самостална марка аутомобила из премијум сегмента. ДС значи Different Sprit или Distinctive Series, иако је Ситроен инспирацију добио од оригиналног ДС из 1955. године.
Модел који ће симболично представљати спону са ајкулом још се није појавио. Међутим, ДС није одустао од луксузне лимузине која би се звала ДС8 и била би на тржишту конкурентна моделима као што су Ауди А6 или BMW серије 5.